# Victor Thuau

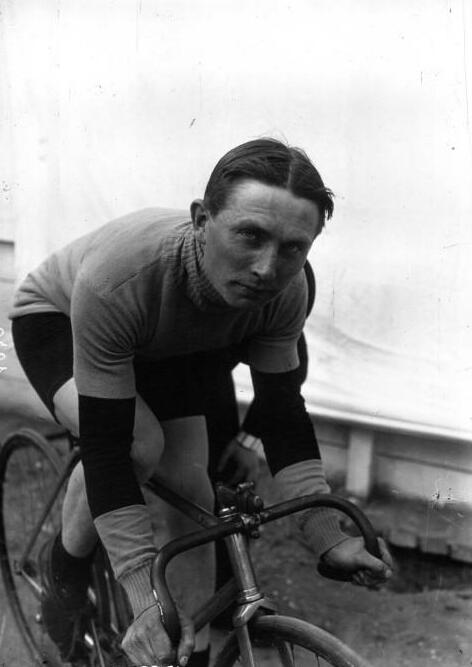
Victor Thuau (1909)

Victor Thuau (* 14. September 1880 in Paris; † 29. Februar 1964 in Gouvieux) war ein französischer Bahnradsportler.
Bei den Olympischen Spielen 1900 in Paris belegte Victor Thuau den dritten Platz im Rennen der Profis über 3000 Meter. 1903 wurde Victor Thuau französischer Meister im Sprint der Profis.
Später betätigte sich Thuau als Luftfahrtpionier, ließ sich ein Flugzeug bauen, das er Heroclite Phenomenon nannte und 1910 erfolglos getestet wurde.